# Pozo Estrecho
Pozo Estrecho es una población situada unos 11 km al norte del centro de Cartagena, a cuyo término municipal pertenece, dentro de la llanura del Campo de Cartagena, en la Región de Murcia. Pozo Estrecho tiene una población de 4.553 habitantes censados.
La diputación del mismo nombre incluye las poblaciones de Pozo Estrecho, La Rambla, Los Roses, Los Sánchez, Las Lomas y Casas Nuevas.

## Límites
Su territorio presenta una topografía llana con altitudes medias de 45 y 60 m s. n. m. (metros sobre el nivel del mar), limitando al norte con la rambla del Albujón, que es límite del municipio con el de Torre-Pacheco, al sur con las diputaciones de Los Médicos, Santa Ana y Miranda, al oeste con la diputación de El Albujón y al este con la de La Palma, de la que la separa la línea del ferrocarril Cartagena-Madrid.

## Historia

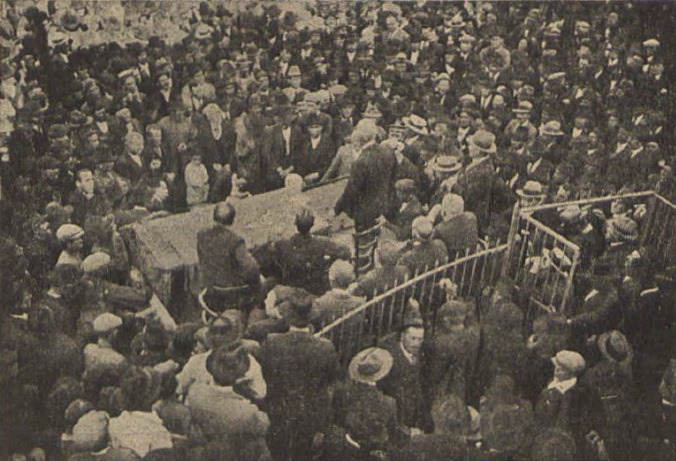
Una asamblea celebrada en Pozo Estrecho en 1925, en reclamo de agua para el campo.

La primera referencia histórica data del año 1515 y se trata de un documento titulado Relaciones de ejidos repartidos por orden del Concejo a los ganaderos. En este aparece mencionada esta diputación. Del año 1559 hay otra referencia que se trata esta vez de una acta capitular celebrada el 3 de julio. En esta se trataba la atención a la defensa de esta zona en caso de amenaza berberisca.
A mediados del siglo siguiente se construyó una iglesia bajo la advocación de san Fulgencio. Esta se erigió en parroquia en el año 1699.
Con la proclamación de la Constitución de 1812 con el artículo 310 que disponía la formación de ayuntamientos en poblaciones con más de 1000 habitantes, se procedió a la formación de uno en esta diputación que quedó constituido el 13 de mayo de 1813. Este abarcaba además las diputaciones de Miranda, Santa Ana, Albujón, La Aljorra y La Magdalena. Pero la duración de este fue tan breve como la de la constitución y este primero fue derogado en mayo de 1814.
A principios del siglo XX, fueron construidas varias grandes viviendas con fincas. La primera se trata de Torre Nueva, que tiene forma de cruz en su planta y una torre en la parte central. Dos años después se edificó Villa Carmen también llamada Torre Valeriola. A esta construcción le acompañaron el mismo año el caserón de Los Pinos, Villa Antonia y Torre Antoñita.

## Fiestas
La fiesta más importante tiene lugar coincidiendo con la de su patrón san Fulgencio, uno de los Cuatro Santos de Cartagena, el 16 de enero. Ello no es obstáculo para celebrar también fiestas con ocasión de la primavera y otoño, en el primer caso como homenaje al campo, la tierra y la agricultura, y en el segundo como exaltación del vino. Sin olvidar las fiestas de primavera (Campo, Música y Flores). Dentro de las fiestas de enero es de señalar su tradicional Día de las Pelotas, con la elaboración de las características albóndigas con caldo casero.
En Semana Santa destaca la celebración de la Procesión del Silencio la noche del Jueves Santo. Cuatro son las hermandades que componen esta procesión y que sacan a las calles las imágenes de Jesús Cautivo o Cristo de Medinacelli, san Juan Evangelista, Virgen Dolorosa y Cristo Crucificado. La mayoría de ellas realizadas por el escultor murciano Francisco Liza Alarcón.
Dentro del ámbito religioso, es conocido popularmente que la Mujer Samaritana que conversó con Jesús y que narran los evangelios, desembarcó en el puerto de Cartagena junto al apóstol Santiago y se estableció en el entorno de Pozo Estrecho. Debido a esta leyenda popular, se debe la presencia de esta iconografía en escultura procesional por la mayoría de pueblos y ciudades de la Región de Murcia.

## Religión
La iglesia bajo la advocación de san Fulgencio fue construida a mediados del siglo XVII y toda ella, así como la media naranja, estuvo pintada al estilo pompeyano. En cuanto a la jurisdicción eclesiástica Pozo Estrecho se erigió en parroquia en el año 1699, lo que indica que debió haber un fuerte incremento de población en esa época, repartiéndose la feligresía con las de Cartagena, La Palma y Alumbres. Se ofrecían al culto de los feligreses las imágenes del titular y otra de Santa Bárbara en el altar mayor al lado de la epístola, ambas atribuidas a Roque López, cuadros al óleo de san Antonio Abad y san Juan Nepomuceno a ambos lados del crucero, y en las capillas laterales una estatua de san Antonio de Padua, atribuida a Salzillo, y un san Serafín.

## Construcciones de relevancia arquitectónica o cultural
Estas son algunas de las construcciones con más relevancia de esta diputación:
- Torre Antoñita
- Villa Carmina
- Los Pinos
- Torre Valeriola
- La Arboleda

## Asociaciones
Cuenta con un gran compendio de asociaciones en su haber, siendo las más importantes la Sociedad Artística Musical «Santa Cecilia» de Pozo Estrecho fundada en 1883, la Asociación de Vecinos de Pozo Estrecho, la Asociación de Amas de Casa de Pozo Estrecho, el grupo de teatro «La Aurora» encargado de la realización del Certamen de teatro de Pozo Estrecho, el Club Deportivo Juvenia fundado a principios del siglo XX,el club ciclista de Pozo Estrecho y la peña motera de Los Galileos. En 2015, el pueblo de Pozo Estrecho comenzó a contar con una asociación juvenil,creada por jóvenes del pueblo con nombre Asociación Juvenil Pozo Estrecho. Encargada de actividades como la gran cabalgata de Reyes que tantos años se celebra en el pueblo. Además de un sinfín de actividades dedicadas a los jóvenes.

## Transporte y comunicaciones

### En autobús
La siguiente línea urbana de ALSA (TUCARSA) presta servicio a la localidad:
| Línea | Recorrido                                         |
| ----- | ------------------------------------------------- |
| 24    | Cartagena (Paseo de Alfonso XIII) - Pozo Estrecho |

Además, la siguiente línea interurbana de Movibus también sirve a la localidad:
| Línea | Recorrido                                     |
| ----- | --------------------------------------------- |
| 45    | Cartagena - Torre Pacheco - Roldán - Balsicas |